# 類塾
類塾（るいじゅく）とは、株式会社類設計室が運営する学習塾である。

## 概要
組織系建築設計事務所である類設計室が運営する学習塾で、公立高校の大阪府旧第一学区・第二学区・第三学区に教室を展開している。

## 沿革
- 1972年 - 類設計室創立。
- 1975年 - 東豊中に第1号教室（現東豊中教室）を開設。
- 1983年 - 類塾公開実力テスト開始。
- 1990年 - 旧・第2学区（三島地区）に進出　茨木進学コース導入。
- 2006年 - 類塾ネット開設。
- 2010年 - 旧・第3学区に進出。
- 2013年 - 奈良県に進出。
- 2016年 - 実現塾を開講。
- 2016年 - 探求講座開講。
- 2017年 - 天才教室開講。
- 2018年 - 類塾公開実力テストが類塾公立模試に変更。
- 2019年 - 類学舎開学。
- 2021年 - 本脳一貫教育を開講。
- 2023年 - こども建築塾を開講。
- 2025年 - 商号を「類塾」から「類塾＋」へ変更、教室を6教室に統合。

## 不祥事
類塾を運営する類設計室は、従業員の大半を取締役に就かせることで残業代を支払わなかったとして、相次いで訴訟を起こされていると報道された。元講師が残業代を求めた訴訟で、2015年7月、京都地裁は類設計室に約1200万円の支払いを命じ、その後最高裁で判決が確定した。